# Futanari

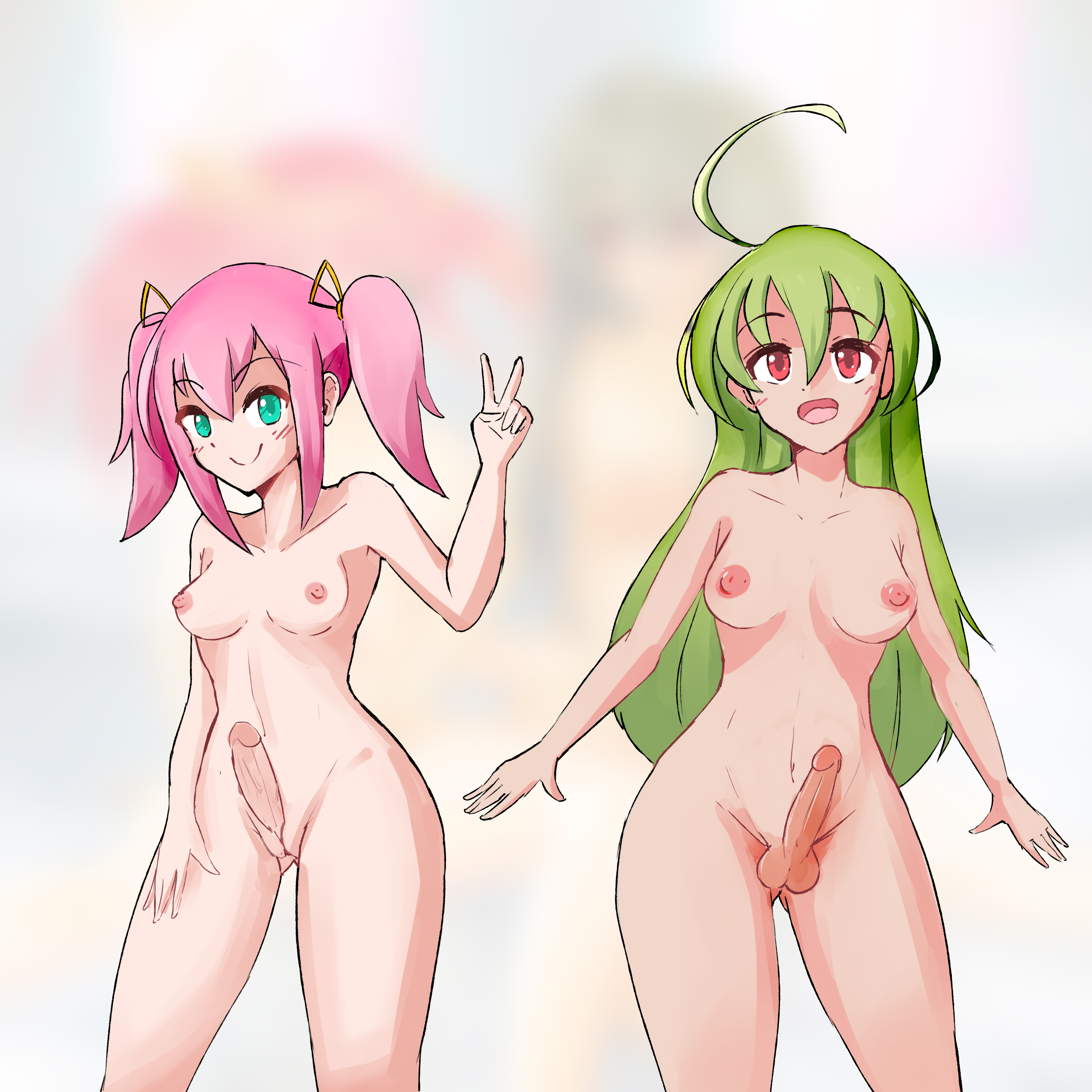
Illustration av två futanarivarianter med penis. En med testiklar (till höger) och den andra utan (till vänster).

Futanari (ふたなり, mer sällan som: 二形, 双形, ordagrant: dubbel form; 二成, 双成, ordagrant: "[att vara av] två sorter") är det japanska ordet för hermafrodit, även i en bredare betydelse för androgyni.
Bortom Japan har termen kommit att användas för att beskriva pornografiska genrer av eroge, manga och anime som inkluderar karaktärer som visar distinkta sexuella särdrag hos både kvinnor och män. Futanari är främst kopplad till karaktärer som har en feminin överkropp som både kan ha kvinnliga eller manliga genitalier. Termen futanari förkortas ofta som futa eller futas (plural) och är frekventa abbreviationer till begreppet.

## Historiska rötter
I japansk folkreligion skapades olika fantasier relaterade till sexuella egenskaper. Traditionella sångstycken som går hundratals år tillbaka i tiden ger indikationer för att tron om förändring av kön inte var utesluten i Japan,:78, 79 och att representationen av könet användes för att dyrka gudar som dōsojin som ibland hade tvetydigt kön, dvs. varken en man eller kvinna. Leupp tillägger att ursprunget till och med kan nå tillbaka till buddhismens ursprung eftersom gudarna inte nödvändigtvis inte hade ett förutbestämt kön.
Vidare spred sig tron att vissa människor kunde ändra sitt kön beroende på månfasen. Termen halvmåne (半月, hangetsu) myntades för att beskriva sådana varelser.:79  Det antas att traditionella kläder som gjorde det svårt att skilja män från kvinnor som i andra kulturer kan ha haft ett inflytande på denna utveckling.:80

## I anime och manga
Ursprungligen refererade begreppet till varje karaktär eller verklig person som hade maskulina eller feminina särdrag som en futanari. Detta förändrades på 1990-talet när tecknade futanarikaraktärer blev mer populära i anime och manga och i dag refererar termen vanligtvis till fiktiva kvinnliga eller kvinnliga hermafroditkaraktärer. Futanari används också som term för en specifik genre inom hentai-relaterade media (pornografisk anime eller manga) som skildrar sådana karaktärer.